# Val di Farma
La Val di Farma è la valle del fiume Farma, in Toscana.
In essa sono presenti alcune importanti aree protette, che in parte comprendono il sito di interesse regionale (SIR) omonimo: le riserve naturali provinciali La Pietra, Farma e Basso Merse e nella Riserva statale Belagaio. 
Il SIR Val di Farma è anche stato proposto come sito di interesse comunitario (pSIC).

## SIR Val di Farma
L'area è caratterizzata da uno scarso disturbo antropico, con superfici forestali estese e continue. 
Il laghetto naturale La Troscia è di rilevante interesse faunistico, floristico e vegetazionale. 
Si alternano boschi di tiglio (Tilia cordata) a altre latifoglie di pregio in stazioni relittuali, a boschetti di Taxus baccata e a formazioni di Quercus suber.
I principali elementi di criticità interni al sito sono: 
- Captazioni idriche e scarichi legati al turismo termale.
- Assi stradali che attraversano il SIR.
- Impianti di conifere di scarsissimo valore naturalistico e diffusione spontanea del pino marittimo, a scapito degli ambienti aperti (in particolare delle brughiere) e del nucleo di sughereta, che è seriamente minacciato.
- Evoluzione spontanea della vegetazione negli arbusteti.
- Disturbo legato al turismo escursionistico e termale.
- Attività speleologiche in grotte con emergenze faunistiche.
- Eccessivo carico di ungulati (cinghiali).
- Fitopatologie che danneggiano i castagneti.
- Presenza di specie alloctone di pesci.

I principali obiettivi di conservazione sono: 
1. Mantenimento dell'integrità degli ecosistemi fluviali (inclusi i corsi d'acqua minori) e del laghetto La Troscia (EE).
2. Mantenimento della continuità della matrice forestale e dei suoi elevati livelli di naturalità (E).
3. Conservazione degli habitat d'interesse naturalistico e dei nuclei di specie arboree di pregio (E).
4. Conservazione delle principali emergenze faunistiche (E). Indicazioni per le misure di conservazione

- Applicazione del Piano di Gestione (cfr. oltre) al territorio delle Riserve e adozione di analoghe misure di conservazione alle zone esterne, compatibilmente con il diverso regime vincolistico e la proprietà privata dei terreni (EE).
- Conservazione dell'integrità del sito anche nelle aree esterne alla Riserva (E).

## Fauna
Il SIR Val di Farma è incluso fra i siti ICBP (International Council for Birds Preservation) per la presenza di varie specie di rapaci nidificanti in particolare per la presenza di due coppie di falco lanario (Falco biarmicus). 
Per i mammiferi, va segnalato come sito di rilevante importanza per la conservazione della lontra (Lutra lutra). Importante presenza del Suncus etruscus, endemismo italiano, e della martora (Martes martes). 
Fra gli anfibi è da segnalare la presenza di popolazione relitte di tritone alpestre (Triturus alpestris apuanus), salamandra dagli occhiali (Salamandrina terdigitata), ululone appenninico (Bombina pachypus), tritone crestato (Triturus carnifex), specie endemica italiana, e la rana italica, endemica dell'Italia appenninica. 
Tra gli invertebrati numerose specie rare come la Euplagia quadripunctaria. 
Specie animali: Potamon fluviatile (granchio di fiume, Crostacei). (AII*) Euplagia [=Callimorpha] quadripunctaria (Insetti, Lepidotteri). (AII) Bombina pachypus (ululone, Anfibi). (AII) Testudo hermanni (testuggine comune, Rettili). (AII) Elaphe quatuorlineata (cervone, Rettili). (AI) Circaetus gallicus (biancone, Uccelli) – Nidificante, ben rappresentato. Felis silvestris (gatto selvatico, Mammiferi). (AII) Lutra lutra (lontra, Mammiferi) – Probabilmente estinta nel corso degli anni '90. Importanti popolamenti di varie specie rare di Anfibi. Stazioni di varie specie di invertebrati d'interesse conservazionistico, in gran parte legate agli ambienti umidi, ma comprendenti anche una specie di grotta.

## Flora
L'area collinare è caratterizzata da vaste estensioni continue di boschi di latifoglie mesofile e termofile, boschi di sclerofille e stadi di degradazione a macchia alta e bassa. Sono diffusi anche i rimboschimenti di conifere. La presenza del corridoio fluviale del torrente Farma permette la tipica vegetazione ripariale di medio e alto corso. 
Dal punto di vista floristico è notevole la presenza di Lupinus graecus, specie di recente acquisizione nella flora italiana: questa è l'unica stazione toscana.
Altre tipologie ambientali rilevanti nel SIR Val di Farma sono i prati secondari, le brughiere e gli arbusteti, nonché le aree agricole.